# Die sieben letzten Worte unseres Erlösers am Kreuze
Les Sept Dernières Paroles du Christ en croix
Pour les articles homonymes, voir Les sept dernières paroles du Christ en croix.
Die sieben letzten Worte unseres Erlösers am Kreuze (titre original en italien : Musica instrumentale sopra le sette ultime parole del nostro Redentore in croce ; en français : Les Sept Dernières Paroles de Notre Sauveur en Croix) est une œuvre musicale de Joseph Haydn.

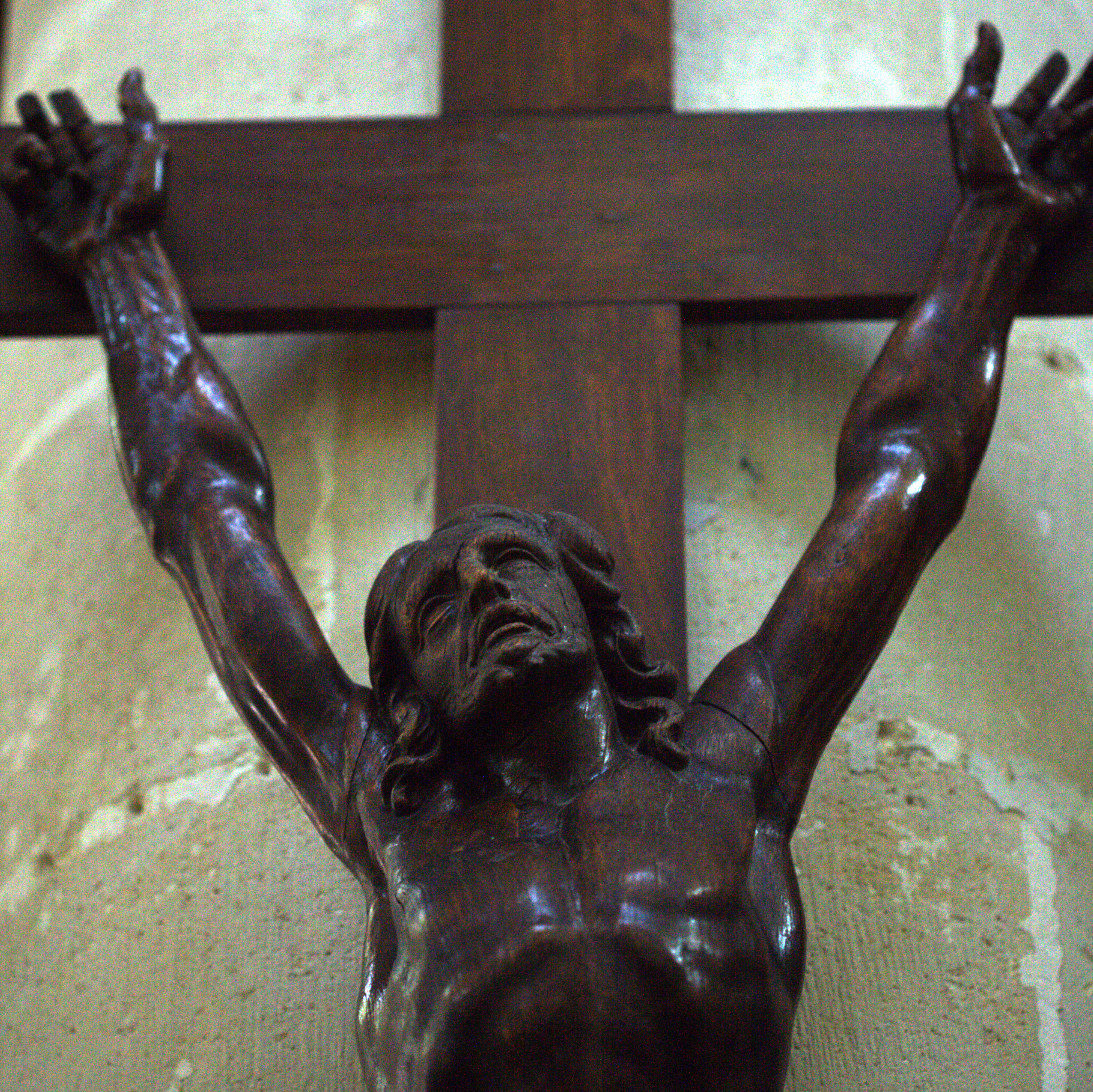
Statue de la crucifixion de la cathédrale Notre-Dame de Senlis.

Commandée à Joseph Haydn en 1786, cette œuvre fut d'abord écrite pour orchestre (Catalogue Hoboken XX-01), puis réécrite pour quatuor à cordes (l'opus 51) en 1786-1787 (Catalogue Hoboken XX-02). Une réduction pour piano en a été faite avec l'approbation de Joseph Haydn (Catalogue Hoboken XX-03), enfin elle fut reprise par le compositeur sous forme d'oratorio (pour quatre voix solistes, chœur mixte et orchestre) en 1795-1796 (Catalogue Hoboken XX-04). La version pour quatuor à cordes est la plus fréquemment exécutée de nos jours.
Il s'agit à l'origine d'une commande pour la semaine sainte de 1786 pour l'office du Vendredi saint de l'église Santa Cueva de Cadix en Espagne : le prêtre devait citer chaque parole du Christ, suivi par un accompagnement musical. Il s'agit ainsi de l'une des premières commandes au compositeur provenant de l'étranger. Haydn complète l'ensemble par une introduction et un finale, le terremoto ou tremblement de terre. Cette première version ne comprenait donc pas de partie vocale. La création eut lieu à l'église de Santa Cueva de Cadix l'année suivante.
Haydn reprend la partition sous forme de neuf mouvements de quatuor à cordes dont chacun porte en épigraphe l'une des paroles du Christ en latin. L'œuvre est créée en 1787 à Vienne en Autriche. Une réduction pour piano en est faite cette même année, non par le compositeur, mais approuvée par lui.
En 1792, le chanoine Joseph Friberth en fait une version chantée sur un texte en allemand qu'il écrit lui-même. Haydn découvre l'adaptation et reprend à nouveau la partition, aidé par le baron Gottfried van Swieten. Les Sept Dernières Paroles du Christ en croix, en y acceptant les paroles de Friberth. Haydn y rajoute également un interlude adagio e cantabile en la mineur entre les quatrième et cinquième Paroles, joué exclusivement par les vents. Cette nouvelle et dernière version, sous forme d'oratorio, date de 1795-1796. Son exécution demande un peu plus d'une heure.

## Effectif musical
Pour la version orchestrale originale :
- 2 flûtes
- 2 hautbois
- 2 bassons
- 4 cors
- 2 trompettes utilisées pour le final Terremoto
- timbales
- cordes

Pour l'interlude de la version d'oratorio :
- une flûte
- 2 hautbois
- 2 clarinettes en ut
- 2 bassons
- un contrebasson
- 2 cors en ut
- 2 trombones

## Découpage de l'œuvre
1. Introduction. Maestoso ed adagio en ré mineur à 4/4
2. Vater, vergib ihnen (« Père, pardonne-leur »). Largo en si-bémol majeur à 3/4
3. Fürwahr, ich sag' es dir (« En vérité, je te le dis »). Grave e cantabile en ut mineur à 2/2
4. Frau, hier siehe deinen Sohn (« Femme, voici ton fils »). Grave en mi majeur à 2/2
5. Mein Gott, mein Gott, warum hast du mich verlassen ? (« Mon Dieu, mon Dieu, pourquoi m'as-tu abandonné ? »). Largo en fa mineur à 3/4
6. Jesus rufet : Ach, mich dürstet ! (« Jésus dit : j'ai soif ! »). Adagio en la majeur à 2/2
7. Es ist vollbracht (« Tout est accompli »[2]). Lento en sol mineur à 2/2
8. Vater, in deine Hände empfehle ich meinen Geist (« Père, entre tes mains je remets mon esprit »). Largo en mi-bémol majeur à 3/4
9. Terremoto (Tremblement de terre). Presto e con tutta la forza en ut mineur à 3/4

## Discographie
Quatuor à cordes
- Gidon Kremer et Kathrin Rabus, violons ; Gérard Caussé, alto ; Ko Iwasaki, violoncelle (juillet 1981, Philips 412 878-2) (OCLC 13297146)
- Quatuor Cherubini (18-20 juillet 1988, EMI 7 49682 2)[3] (OCLC 742572130)
- Quatuor Emerson (octobre/novembre 2002, DG 474 836-2) (OCLC 54811450)

Pianoforte
- Ronald Brautigam (2004, BIS CD-1325) (OCLC 718605365)